# Kari Lehtonen
Kari Lehtonen (ur. 16 listopada 1983 w Helsinkach) – fiński hokeista, reprezentant Finlandii, olimpijczyk.

## Kariera
- Jokerit U-16 (1997–1998)
- Jokerit U-18 (1998–1999)
- Jokerit U-20 (1999–2001)
- Jokerit (2000–2003)
- Chicago Wolves (2003–2005, 2007, 2009)
- Atlanta Thrashers (2003–2010)
- Dallas Stars (2010-2018)

Wychowanek klubu Jokerit. W drafcie NHL z 2002 został wybrany przez Atlanta Thrashers. W barwach tego zespołu w latach 2003–2009 rozegrał pięć pierwszych swoich sezonów w NHL. Od lutego 2010 zawodnik Dallas Stars. W maju 2010 przedużył kontrakt o trzy lata, a we wrześniu 2012 o pięć lat. W 2018 zakończył występy.
Był reprezentantem kadr juniorskich Finlandii do lat 15, 16, 18 i 20. Uczestniczył w turniejach mistrzostw świata juniorów do lat 18 w 2000 (jego zmiennikiem był Joni Puurula), 2001 oraz mistrzostw świata juniorów do lat 20 w 2001, 2002, 2003. W kadrze seniorskiej uczestniczył w turniejach mistrzostw świata w 2002, 2003, 2007, 2012, Pucharu Świata 2004 oraz zimowych igrzysk olimpijskich 2014.

## Sukcesy

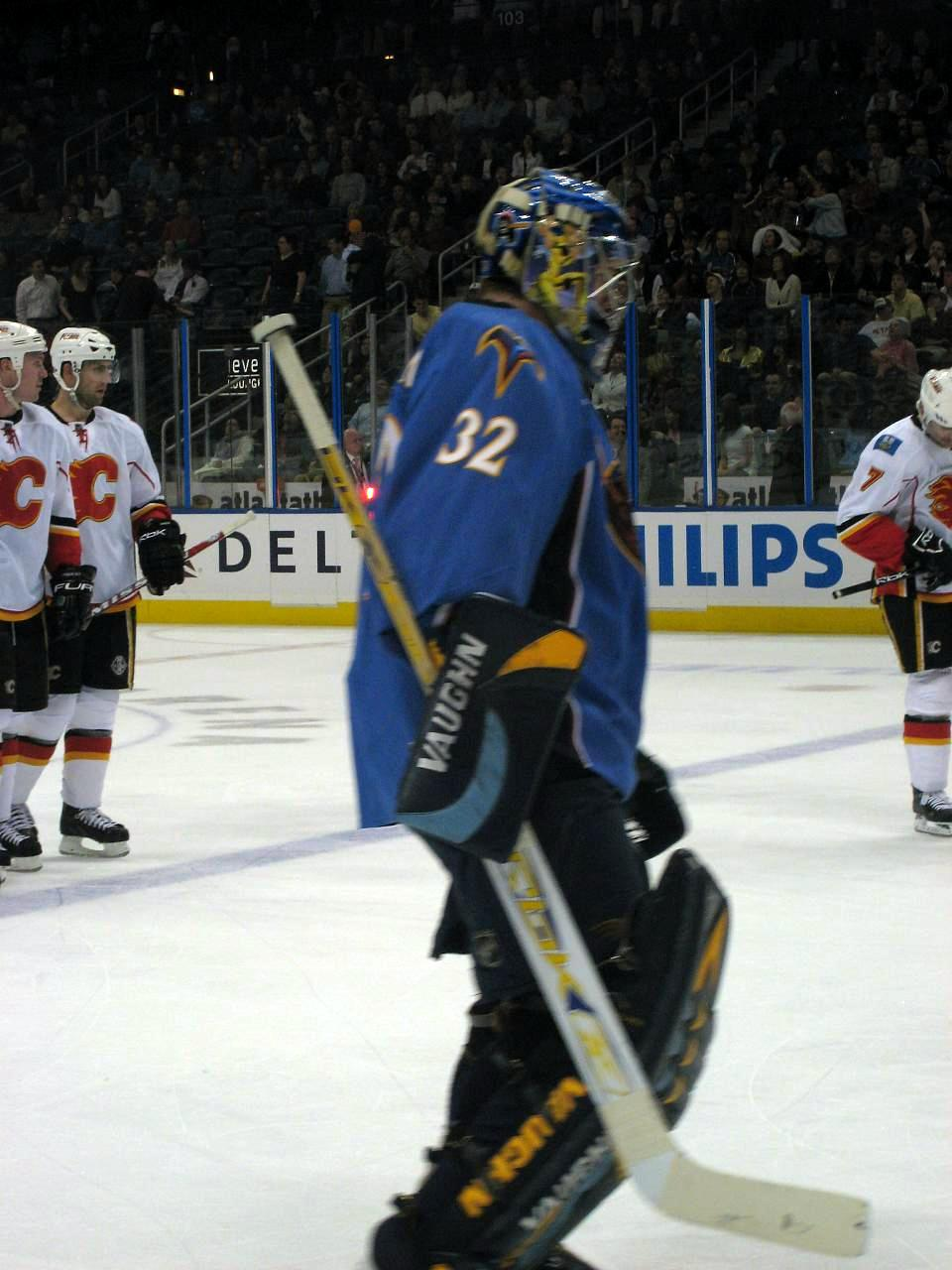
Kari Lehtonen w barwach Atlanta Thrashers (2008)

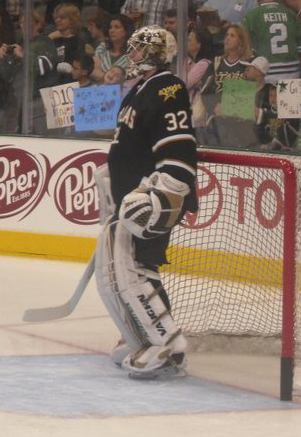
Kari Lehtonen w barwach Dallas Stars (2011)

Reprezentacyjne
- Złoty medal mistrzostw świata juniorów do lat 18: 2000
- Brązowy medal mistrzostw świata do lat 18: 2001
- Srebrny medal mistrzostw świata juniorów do lat 20: 2001
- Brązowy medal mistrzostw świata do lat 20: 2002, 2003
- Srebrny medal Pucharu Świata: 2004
- Srebrny medal mistrzostw świata: 2007
- Brązowy medal zimowych igrzysk olimpijskich: 2014

Klubowe
- Złoty medal mistrzostw Finlandii: 2002 z Jokeritem
- Mistrzostwo dywizji NHL: 2007 z Atlanta Thrashers

Indywidualne
- Mistrzostwa świata do lat 18 w hokeju na lodzie mężczyzn 2000:
  - Trzecie miejsce w klasyfikacji skuteczności interwencji w fazie play-off: 96,30%[5]
  - Szóste miejsce w klasyfikacji średniej goli straconych na mecz w turnieju: 1,76 (rozegrał sześć meczów, sklasyfikowani wyżej zagrali2-3 mecze w turnieju)[6]
  - Pierwsze miejsce w klasyfikacji liczby strzałów obronionych w turnieju: 234
  - Najlepszy bramkarz turnieju
- Mistrzostwa świata do lat 20 w 2002:
  - Pierwsze miejsce w klasyfikacji skuteczności interwencji w turnieju: 94,3%
  - Pierwsze miejsce w klasyfikacji średniej goli straconych na mecz w turnieju: 1,17
  - Najlepszy bramkarz turnieju
- SM-liiga 2001/2002:
  - Pierwsze miejsce w klasyfikacji skuteczności interwencji: 94,1%
  - Trofeum Jariego Kurri - najlepszy zawodnik w fazie play-off
  - Trofeum Urpo Ylönena - najlepszy bramkarz sezonu
  - Skład gwiazd
- SM-liiga 2002/2003:
  - Trofeum Urpo Ylönena – najlepszy bramkarz sezonu
  - Skład gwiazd
- AHL 2004/2005:
  - Najlepszy bramkarz miesiąca - grudzień 2004, marzec 2005
  - Drugi skład gwiazd
- NHL (2006/2007):
  - NHL YoungStars Roster
- Mistrzostwa Świata w Hokeju na Lodzie 2007/Elita:
  - Trzecie miejsce w klasyfikacji skuteczności interwencji w turnieju: 91,30%
  - Drugie miejsce w klasyfikacji średniej goli straconych na mecz w turnieju: 1,93
  - Skład gwiazd turnieju
  - Najlepszy bramkarz turnieju
- Kajotbet Hockey Games 2012:
  - Najlepszy bramkarz turnieju

Wyróżnienie
- Kalen Kannu (wyróżnienie, które corocznie przyznaje prezes Fińskiej Federacji Hokejowej Kalervo Kummola): 2002